# 폼아마이드
폼아마이드(영어: formamide) 또는 메탄아마이드(영어: methanamide)는 포름산에서 나오는 아마이드이다. 물과 섞일 수 있으며 암모니아와 같은 냄새가 나는 투명한 액체이다. 의약품, 다른 의약품, 제초제, 살충제 및 시안화 수소산의 제조를 위한 화학 원료로 쓰이며, 종이와 섬유의 연화제로 사용되어 왔다. 또 여러가지 이온화합물에 용매로 쓰이며, 수지 및 가소제의 용제로도 사용되었다.

## 분해
포름아미드는 시안화 수소 (HCN)와 물의 흔적과 함께 180 ℃에서 부분적으로 일산화탄소와 암모니아로 분해되기 시작한다. 고체 산 촉매의 존재 하에서, 포름아미드는 사이안화 수소를 고수율로 산출한다.
저온 : HCONH2 → CO + NH3
고온, 산촉매 : HCONH2 → HCN + H2 생산

## 생성
과거에는 포름산을 암모니아로 처리하여 암모늄 포름산염을 생성시키고 암모늄 포름산염은 가열시 포름아미드를 생성한다. HCOOH + NH3 → HCOONH4,HCOONH4 → HCONH2 + H2O
포름 아미드는 또한 에틸 포르 메이트의 아미노 분해에 의해 생성된다.
HCOOCH2CH3 + NH3 → HCONH2 + CH3CH2OH
다른 2단계 공정은 일산화탄소와 메탄올로부터 형성되는 포름산 메틸의 아미노 분해를 포함한다 :
CO + CH3OH → HCOOCH3
HCO2CH3 + NH3 → HC (O) NH2 + CH3OH

## 같이 보기
- 폼산